# بسمة للأطفال
قناة بسمة للأطفال هي إحدى قنوات شبكة المجد الفضائية، وهي قناة متخصصة بالرسوم المتحركة، وهي القناة العاشرة في شبكة قنوات المجد، وتتميز القناة بأنها معالجة تربويا.

## تاريخ القناة
بدء البث التجريبي للقناة بتاريخ 5 جمادى الأول 1429هـ الموافق 10 مايو 2008م لتكون متخصصة في مسلسلات الرسوم المتحركة المعالجة تربوياً.
وبدء البث الرسمي للقناة مع بداية العام الدراسي الجديد 1431 هـ / 1432 هـ بتاريخ 16 / 10 / 1431هـ.

## قائمة البرامج
- سابق ولاحق (بالإنجليزية:let's & go) (باليابانية : 爆走兄弟レッツ&ゴー!!)
- المحقق الذكي (بالإنجليزية: Delook & Sharpy)
- الفارس الشجاع
- بربروس
- الأجنحة المذهلة (بالإنجليزية: Super Wings)
- سفير الطبيعة (بالألمانية: Albert sagt… Natur – aber nur!‎)
- مغامرات عزوز (باليابانية: ウルトラマンキッズ)
- عائلة الثعالب (بالإنجليزية: Pablo the Little Red Fox)
- سرعات السباق (باليابانية: マッハGoGoGo)
- كرة بالبرتقالية (باليابانية: ハングリーハート WILD STRIKER)
- كوكب المحبة
- نمول
- فهيم وفطين (بالألمانية: Fix und Foxi & Freunde)
- عدنان ولينا (باليابانية: 未来少年コナン)
- حكايات نطوط
- سمسم ولبيب (بالصينية المبسطة: 原来是这样) (بالإنجليزية: Find Out How)
- قرية الحلويات (بالإنجليزية: Bug’s Plan)
- أوسكار والأصدقاء (بالإيطالية: Tommy & Oscar)
- الصياد الجريء (باليابانية: スーパーフィッシング グランダー武蔵)
- قطارات الروبوت (دبلجة اللغة العربية الفصحى) (بالإنجليزية: Robot Trains)
- دروس وعبر (بالهانغولية: 짱이와 깨모)
- ابطال الكونغ فو (بالصينية المبسطة: 功夫星猫)
- الرفاق المرحون (بالإنجليزية: The Backyardigans)
- المشاكسان
- قصص صغار
- حافلات المدرسة
- ثمار العزم
- العودة إلى الادغال (بالصينية المبسطة: 熊猫走天涯) (بالإنجليزية: Back to the Wild)
- قرية الحلويات
- المحاربون (بالصينية المبسطة: 福五鼠)
- نوري (بالإنجليزية: Make Way for Noddy)
- ويلا (بالإنجليزية: Willa's Wild Life)
- سوكي (بالإنجليزية: Skunk Fu!‎)
- القط الأسود (باليابانية: サイボーグクロちゃん)
- سمكة الشبوط (بالصينية المبسطة: 小鲤鱼历险记) (بالإنجليزية: The Adventures of Little Carp)
- جزيرة السلاحف (بالفرنسية: L'ile De La Tortue) (بالإنجليزية: Turtle Island)
- همتارو (باليابانية: とっとこハム太郎)
- فريق المحققين الصغار (باليابانية: 名探偵コナン)
- وادي الأمان (باليابانية: 楽しいムーミン一家)
- رات مان (بالإيطالية: Rat-Man)
- كوكو المضحك (بالإيطالية: Cocco Bill)
- فرسان الفضاء
- ماريو الهداف (باليابانية: フォルツァ!ひでまる)
- بينك بانتر (بالإنجليزية: The Pink Panther (1993)‎)
- المشاكسون الثلاثة (بالفرنسية: Oggy et les Cafards)
- فريد الصغير (باليابانية: 小さなアヒルの大きな愛の物語 あひるのクワック) (بالهولندية: Alfred Jodocus Kwak) (بالألمانية: Alfred J. Kwak)
- الطباخ الصغير (بالصينية المبسطة: 神厨小福贵)
- ريان والمحيط (بالصينية المبسطة: 海螺湾) (بالإنجليزية: Conch Bay)
- الكتكوت الشجاع (بالصينية المبسطة: 小鸡不好惹) (بالإنجليزية: Chicken Stew)
- سوبر ديف (بالإنجليزية: Super Dave: Daredevil for Hire)
- جزيرة المغامرات (بالفرنسية: La Bande à Ovide) (بالإنجليزية: Ovide and the Gang)
- أبطال الروبوت (بالصينية المبسطة: 百变机兽之洛洛历险记) (بالإنجليزية: RoboWarriors)
- فيروزة (باليابانية: イソップワールド)
- مغامرات قشطة (بالفرنسية: Petit Potam) (بالإنجليزية: Little Hippo)
- بندق وبرعم (بالصينية المبسطة: 熊出没) (بالإنجليزية: Boonie Bears)
- أمجد وميمو (بالفرنسية: T'choupi et Doudou) (بالإنجليزية: Charley and Mimmo)
- ياكاري (بالفرنسية: Yakari)
- حكايات الأرانب (بالفرنسية: La Famille Passiflore)
- صقور الأرض (باليابانية: 横山光輝 三国志)
- فريق الأمل (باليابانية: 爆転シュート ベイブレード)
- كرزة الصغيرة (بالصينية المبسطة: 小樱桃) (بالإنجليزية: Little Cherry)
- مدينة النخيل (باليابانية: 新メイプルタウン物語 パームタウン編)
- سنان (باليابانية: ドン・チャック物語)
- حماة الغابة (بالصينية المبسطة: 小恐龙阿布) (بالإنجليزية: Abu the Little Dinosaur)
- جزيرة المفاجآت (بالإنجليزية: Viva Piñata)
- لعبة الألوان
- نمول (بالألمانية: Ferdy)
- أسرار الغابة (بالإيطالية: Il Grande Libro della Natura) (بالإنجليزية: The Great Book of Nature)
- سكيبر وسكيتو (بالدنماركية: Magnus og Myggen) (بالإنجليزية: Skipper & Skeeto)
- الأصدقاء المشعون (بالإنجليزية: The Glo Friends)
- يوميات روبي {[إنج|Ruby Gloom}]
- الصوص الذهبي
- أنا وأخي (باليابانية: 赤ちゃんと僕)
- مشمش وبرغوث (بالإنجليزية: Flea-Bitten!‎)
- دورية الضفادع (بالإنجليزية: Toad Patrol)
- أسرار الحياة (بالفرنسية: Il était une fois... la Vie)
- ورد الغابة (باليابانية: ジャングル大帝)
- الفتى الصاروخ (بالإنجليزية: Rocket Boy and Toro) (بالهانغولية: 로켓보이)
- طاعة الوالدين (الروسية: Приключе́ния пингвинёнка Лоло́) (باليابانية: 小さなペンギンロロの冒険) (بالإنجليزية: The Adventures of Scamper The Penguin)
- فرسان المدرعات (باليابانية: 無限戦記ポトリス) (بالهانغولية: 포트리스)
- مغامرات كنان وجنان (بالصينية المبسطة: 山猫和吉咪之快乐篇) (بالإنجليزية: Shanmao and Jimi Adventures)
- رحلة البحث عن زاهر
- مغامرات بيلامي (بالفرنسية: Marsupilami)
- رحلة المسلم سندباد (باليابانية: アラビアンナイト シンドバットの冒険)
- حكاية قرية الماء (بالإنجليزية: The Tales of Waterville)
- لعبة الألوان (بالهانغولية: 알록달록 크레용) (بالإنجليزية: Colorful Crayon)
- الرغيف العجيب (باليابانية: それいけ!アンパンマン)
- ماريو الهداف (باليابانية: フォルツァ!ひでまる)
- لعبة التحدي (بالصينية المبسطة: 围棋少年) (بالإنجليزية: Chess Player)
- حكايات نطوط (بالصينية المبسطة: 菲菲的行业) (بالإنجليزية: Feifei's Jobs)
- الديناصورات الصغيرة (بالإنجليزية: Dino Babies)
- جولة أنيس
- الشناكل (بالإنجليزية: Snorks)
- كتكت والأصدقاء (باليابانية: カリメロ（1974年版）‎) (بالإيطالية: Calimero (1972)‎)
- مغامرات كتكت واصدقائه (باليابانية: カリメロ（1992年版）‎) (بالإيطالية: Calimero (1992)‎)
- قارب الإنقاذ نورس (بالبوكمولية: Den lille redningsskøyta Elias)
- مغامرات فوزان (باليابانية: みどりのマキバオー)
- جزيرة البركان (بالفرنسية: Ti'tom : l'île au volcan)
- قنفوذ السريع (بالإنجليزية: Adventures of Sonic the Hedgehog)
- علمني كيف
- فيفي زهرة الغابات (بالإنجليزية: Fifi and the Flowertots)
- بيت الصيصان (باليابانية: コケッコーさん) (بالهانغولية: 와글와글 꼬꼬맘)
- حكيم الأقزام (بالإسبانية: David, el Gnomo)
- الطباخ الصغير (بالصينية المبسطة: 神厨小福贵) (بالإنجليزية: Magic Boy Kitchener)
- المرحان (بالصينية المبسطة: 哈皮父子) (بالإنجليزية: Happy father Happy son)
- ألف سؤال وسؤال (بالصينية المبسطة: 千千问)
- زعتور
- بسبس والسيد هوهو (بالفرنسية: Billy the Cat, dans la peau d'un chat) (بالإنجليزية: Billy the Cat)
- الرحالة المغامر (بالصينية المبسطة: 郑和下西洋)
- إضحك مع دبدوب (بالإسبانية: Bernard) (بالهانغولية: 빼꼼)
- قصص الصغار
- التوأم المدهش (بالإنجليزية: Tomato Twins)
- فريق الطائرات (بالإنجليزية: Jay Jay the Jet Plane)
- الفارس الشجاع (بالهانغولية: 소년장수)
- مغامرات لولو وبلبل
- مطار المغامرات (بالإيطالية: !The Save Ums)
- عالم الديناصورات (بالصينية المبسطة: 奇奇颗颗历险记) (بالإنجليزية: The Adventures of Qiqi & Keke)
- القرد المغامر (بالصينية المبسطة: 猴王传) (بالإنجليزية: Ashley)
- روضة الأصدقاء (بالإنجليزية: Franklin)
- المرج البنفسجي (بالإنجليزية: Fimbles)
- بيف وهيركول (بالفرنسية: Pif et Hercule)
- بنرات (بالإنجليزية: Banrat أو B4U'S Banrat)
- مدينة الأسماك
- روضة المرح (بالهانغولية: 후토스) (بالإنجليزية: Hutos)
- فصيح وصريح
- الصديق الوفي (باليابانية: シートン動物記)
- غابة المرح
- أختراعات عبقر (بالفرنسية: Chip'n Stolly)
- زاهر وماهر (بالفرنسية: Spirou)
- نقار الخشب (بالإنجليزية: The New Woody Woodpecker Show)
- محطة الإنقاذ القمرية (بالإنجليزية: Lunar Jim)
- الولد الصالح (باليابانية: ロミオの青い空)
- بطل الأبطال (باليابانية: キャプテン)
- دمتم سالمين
- عائلة عبقري (بالإنجليزية: The Berenstain Bears (1985)‎)
- المحقق ثعلوب (باليابانية: 名探偵ホームズ) (بالإيطالية: Il fiuto di Sherlock Holmes)
- مطاردات الثعالب (بالإنجليزية: The Foxbusters)
- الطفل والمحتل
- العائلة السعيدة
- بابار (بالفرنسية: Babar)
- الآليون الصغار (بالإنجليزية: Little Robots)
- حكايات قندس (بالفرنسية: Les Belles Histoires du père Castor) (بالإنجليزية: Papa Beaver's Storytime)
- قرية التوت (باليابانية: チロリン村物語)
- الذئب المثابر (بالفرنسية: Le Grand Méchant Loup)
- شادي وهادي (بالفرنسية: Chip & Charly)
- أرض المفاجآت (بالإنجليزية: Maggie and the Ferocious Beast)
- سيمبا (بالإيطالية: Simba: è nato un re) (بالإنجليزية: Simba the King Lion)
- ثمار العزم (بالإسبانية: Cher Ami... ¡y yo!‎) (بالإنجليزية: Flying Heroes)
- مغامرات تحت الماء (بالإنجليزية: Rainbow Fish)
- جنود المحطة (باليابانية: 超特急ヒカリアン)
- حافلات نشطة (بالإنجليزية: Busy Buses)
- فريق المحققين الصغار ← كمال (باليابانية: 名探偵コナン)
- زاوية الأصدقاء (بالفرنسية: Le Nidouille) (بالإنجليزية: Cosy Corner)
- مدينة السيارات
- فريق الصيانة (الروسية: Фиксики) (بالإنجليزية: The Fixies)
- يوميات المطار (بالهانغولية: 두리둥실 뭉게공항) (بالإنجليزية: The Airport Diary) (بالصينية المبسطة: 云奇飞行日记) (الصينية التقليدية: 小飛機大冒險)
- نحو الشمس (بالإنجليزية: Silverwing)
- الراوي
- حكايات في الأدغال (بالصينية المبسطة: 小虫虫有大智慧) (بالإنجليزية: Brainy Bubbly Bug Buddies)
- صديقي الأرنب (بالإنجليزية: My Friend Rabbit)
- كونغ فوود (بالصينية المبسطة: 美食大冒险) (بالإنجليزية: Kung Food)
- مدينة الشاحنات (بالإنجليزية: Trucktown)
- خلود وبامبو (بالصينية المبسطة: 熊猫和小鼹鼠) (بالتشيكية: Krtek a Panda) (بالإنجليزية: Panda and Little Mole)
- علي جزيرة الحشرات
- الديناصور العنيد (باليابانية: ゴン) (بالهانغولية: 곤) (بالإنجليزية: Gon)
- قرية كواكوا المائية (بالهانغولية: 버블버블 마린) (بالإنجليزية: Bubble Bubble Marin)
- أبطال المدينة (بالسويدية: Stadens Hjältar) (بالإنجليزية: Heroes of the City)
- يوهو والأصدقاء (بالهانغولية: 유후와 친구들) (بالإنجليزية:YooHoo & Friends أو B4U'S YooHoo & Friends)
- عالم نيبو ونابو (باليابانية: ネポス・ナポス) (بالإنجليزية: Nepos Napos)
- رواد الماء (بالفرنسية: Les Hydronautes) (بالألمانية: Die Hydronauten) (بالإنجليزية: The Hydronauts)
- قصص بوليسية (بالإنجليزية: A Miss Mallard Mystery) (بالصينية المبسطة: 鸭子侦探)
- جزيرة الحكايات
- الغابة الخضراء
- قصص من الغابة
- ألعاب وعبر (بالإنجليزية: Elliot Moose)
- رحلة المغامرات (بالإسبانية: Willy Fog 2)
- مغامرات أبو الريش (بالصينية المبسطة: 渴望蓝天) (بالإنجليزية: Desire for Sky)
- كتكوت
- قطرة ماء
- المتطوعون الصغار (ด๊อกกาดู๊ป)
- حكيم والأذكياء الستة (بالإنجليزية: Pocket Dragon Adventures)
- لوني تيونز (بالإنجليزية: Looney Tunes)
- توم وجيري (بالإنجليزية: Tom and Jerry)
- تايو حافلة الصغيرة (بالإنجليزية: Tayo The Little Bus)
- سنان (باليابانية: ドン・チャック物語)
- حرّاس المدينة (بالإنجليزية: Cone Control)
- تعلم مع مازن (بالفارسية: ماجراهای کوشا)
- الأشبال
- التفاحة والدودة
- سنجوب الصغير (بالصينية المبسطة: 开心果的绿色家园之哈哈森林) (بالإنجليزية: Little Duobi)
- زاوية الأصدقاء
- ابن ماجد
- المنزل الطائر The Flying House(
- هايدي
- الحفيد المشاكس (بالإنجليزية: The troublemaker grandson)
- طقُّوس